# Petar I. od Alençona
Petar I. od Alençona (Pierre) (Sveta Zemlja, 1251.? - Salerno, 6. ili 7. travnja 1284.) bio je francuski kraljević, sin kralja Luja IX. Svetog i kraljice Margarete Provansalske. Osim što je bio grof Alençona, bio je i grof Perchea od 1269.
1272. Petar je oženio Ivanu Blojišku, koja mu je rodila Luja i Filipa. Postao je grof Bloisa i Chartresa.
Petar je bio brat Filipa III. i stric Filipa IV. Lijepog, kojem je Ivana prodala Chartres.
1282. Petar je otišao u Napulj kako bi spasio svoga strica Karla I. Umro je u Salernu 1284. godine te je pokopan u Parizu.